# Kendu Bay
Kendu Bay – miasto w Kenii, w hrabstwie Homa Bay. 
Według danych ze spisu powszechnego w 2019 roku liczyło 6064 mieszkańców – 2920 mężczyzn i 3144 kobiety.